# 더 웨이브 (골드코스트)

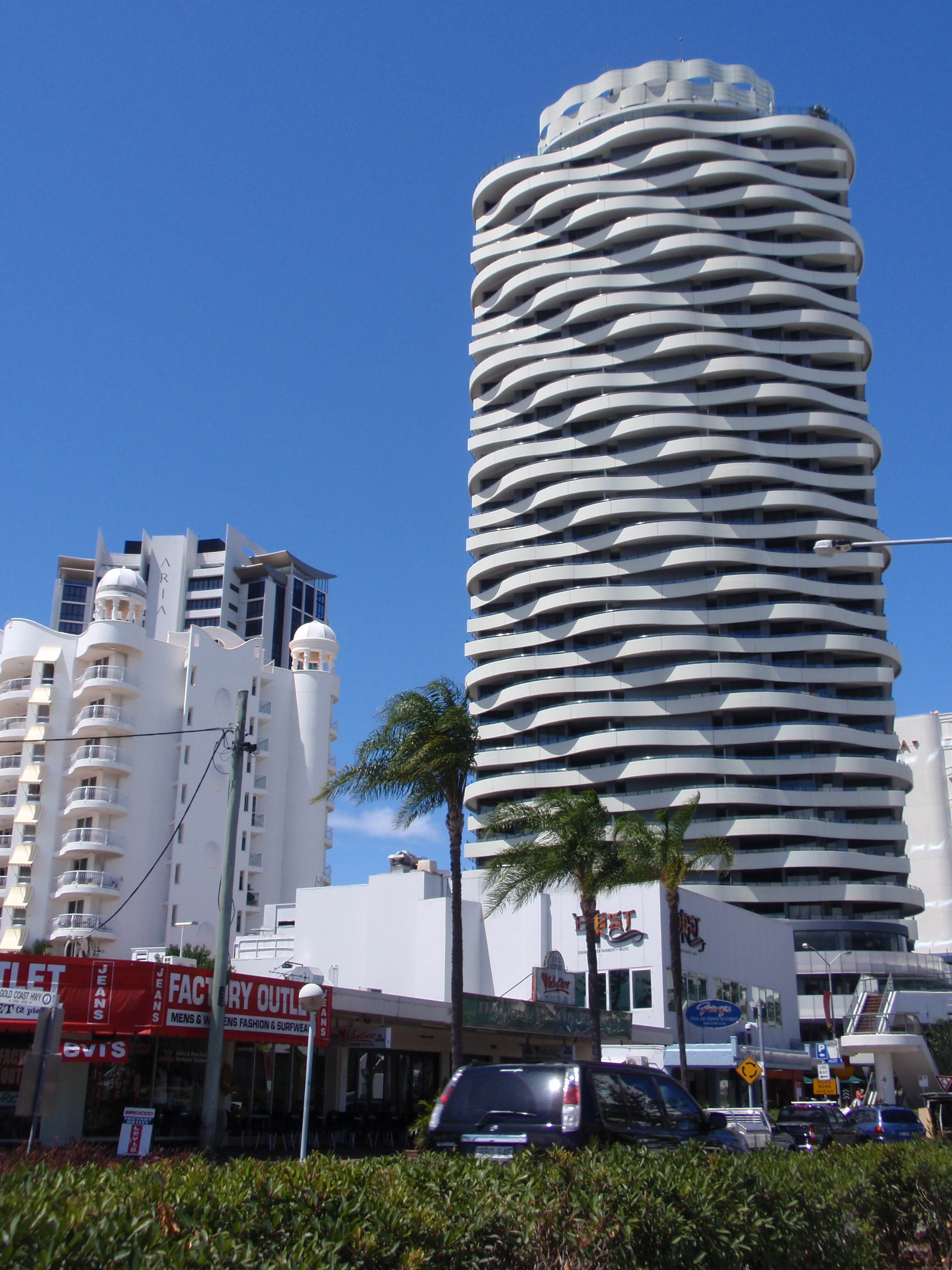
더 웨이브

더 웨이브(The Wave)는 오스트레일리아 퀸즐랜드주에 있는 주거용 마천루로 독특한 외양을 지닌다. 높이는 111m 층수는 34층이다.
건설비 1억 5천만 호주불을 들여 2006년에 개관한 더 웨이브는 100m가 넘는 신축 건물 467채와의 경쟁에서 2006년 엠포리스 스카이스크래퍼 어워드 은상을 수상했다.
더 웨이브는 유선형 외관을 형성하는 콘크리트 발코니를 특징으로 한다. 이러한 디자인으로 인해 아파트 발코니 118곳 모두에 채광이 든다.